# Gohieria fusca
Gohieria fusca är en spindeldjursart som först beskrevs av Oudemans 1902.  Gohieria fusca ingår i släktet Gohieria och familjen Glycyphagidae. Inga underarter finns listade i Catalogue of Life.